# Marianne Andersen

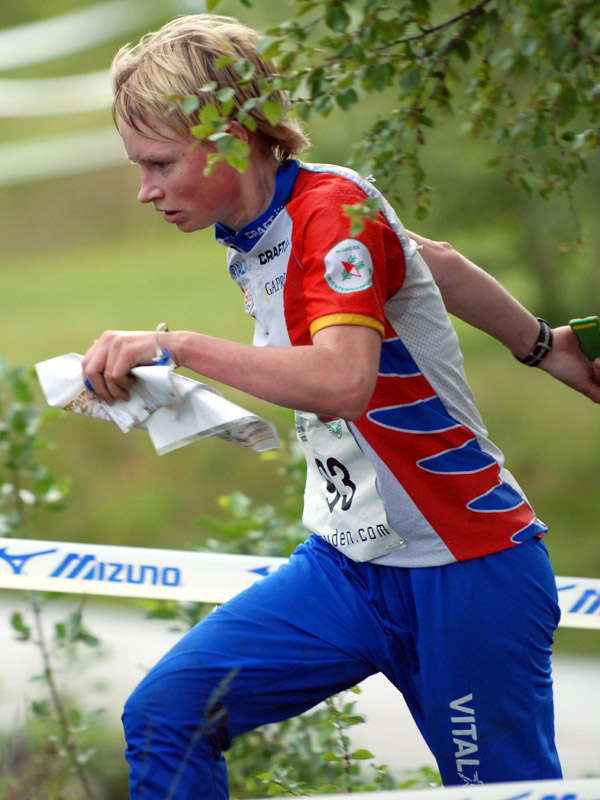
Marianne Andersen, 2007

Marianne Andersen (* 26. März 1980 in Drammen) ist eine norwegische Orientierungsläuferin. 2009 gewann sie den Weltmeistertitel mit der Staffel, außerdem ist sie achtfache Vizeweltmeisterin und dreifache Vizeeuropameisterin.

## Werdegang
Andersen verfolgt der Fluch der ewigen Zweiten. Bei Welt- und Europameisterschaften gewann sie bislang elf Silbermedaillen aber nur eine Goldmedaille bei der Weltmeisterschaft 2009 mit der Staffel. Ihre ersten Silbermedaillen gewann sie bei den Europameisterschaften 2004 und bei den Weltmeisterschaften 2005 mit der norwegischen Staffel. 

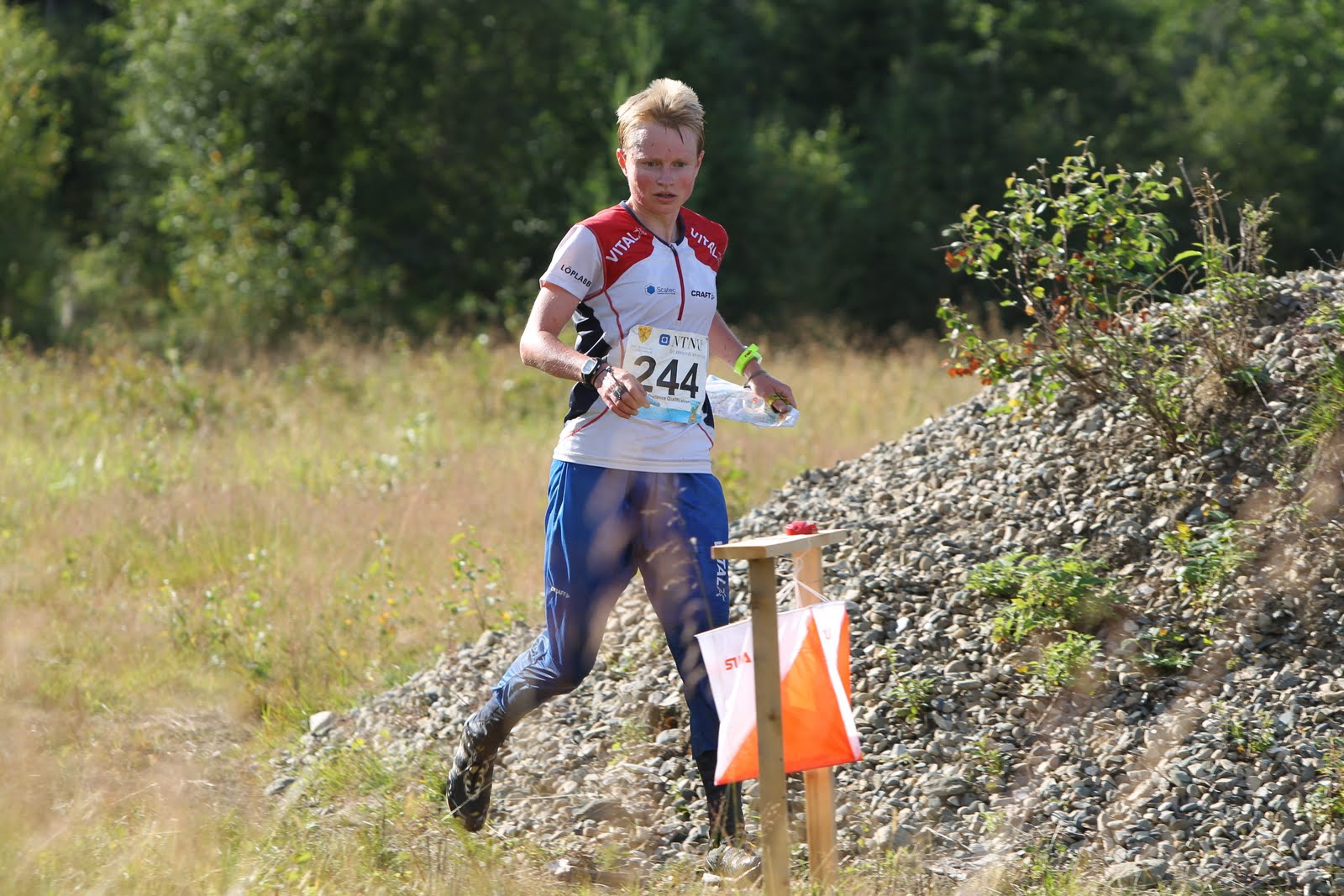
Andersen bei den Weltmeisterschaften 2010

2006 konnte sie auch im Einzel erstmals größere internationale Erfolge feiern. Im estnischen Otepää, wo 2006 die Europameisterschaften stattfanden, wurde sie Zweite im Sprint hinter Simone Niggli aus der Schweiz und Zweite auf der Mitteldistanz hinter der Finnin Minna Kauppi. Bei den Weltmeisterschaften drei Monate später in Dänemark gewann sie die Silbermedaillen auf der Mittel- und auf der Langdistanz, beide Male hinter Simone Niggli. Auch die Weltcupsaison beendete Andersen als Zweite hinter Simone Niggli. Zwischen 2007 und 2010 gewann Andersen bei den jährlich ausgetragenen Weltmeisterschaften nun immer mindestens eine Medaille. 2007 zwei Bronzemedaillen, 2008 Silber auf der Langdistanz hinter der Tschechin Dana Brožková. 2009 im ungarischen Miskolc gewann sie weitere zwei Silbermedaillen und gewann außerdem mit Betty Ann Nilsen und Anne Margrethe Hausken die Goldmedaille im Staffelwettbewerb. 
2010 in Trondheim gewann Marianne Andersen Bronze im Sprint und auf der Mitteldistanz und Silber mit der Staffel. Zudem wurde sie Zweite auf der Langdistanz, einmal mehr hinter der Schweizerin Simone Niggli. 
Bei den nationalen Meisterschaften konnte sich Andersen bislang 15 Gold-, vier Silber- und zehn Bronzemedaillen sichern.
Sie startet für die Vereine Nydalens SK, NTNUI sowie Konnerud IL. 2019 gewann sie in der Staffel mit Marianne Riddervold Kahrs, Marie Olaussen und Kamilla Olaussen das Jukola-Relay.

## Platzierungen
| Weltmeisterschaften | Sprint | Mittel | Lang | Staffel |
| ------------------- | ------ | ------ | ---- | ------- |
| 2003 Rapperswil     |        |        | 8.   |         |
| 2004 Västerås       |        | 13.    | 11.  |         |
| 2005 Aichi          |        | 15.    | 4.   | 2.      |
| 2006 Aarhus         |        | 2.     | 2.   | 6.      |
| 2007 Kiew           | 5.     | 3.     | 5.   | 3.      |
| 2008 Olomouc        |        | 4.     | 2.   | 6.      |
| 2009 Miskolc        |        | 2.     | 2.   | 1.      |
| 2010 Trondheim      | 3.     | 3.     | 2.   | 2.      |
| 2011 Savoie         |        | 7.     |      | 4.      |

| Europameisterschaften | Sprint | Mittel | Lang | Staffel |
| --------------------- | ------ | ------ | ---- | ------- |
| 2002 Sümeg            | 25.    |        | 17.  |         |
| 2004 Roskilde         | 16.    | 28.    | 12.  | 2.      |
| 2006 Otepää           | 2.     | 2.     | 7.   | 4.      |

| Norweg. Meisterschaften | Sprint | Kurz Mittel | Klassik | Lang | Ultra | Nacht | Staffel |
| ----------------------- | ------ | ----------- | ------- | ---- | ----- | ----- | ------- |
| 2001                    | 4.     | 6.          | 3.      | 11.  |       | 4.    | 5.      |
| 2002                    | 14.    | 4.          | 6.      | 9.   |       |       | 3.      |
| 2003                    | 9.     | 8.          | 4.      | 4.   |       |       | 2.      |
| 2004                    | 5.     | 1.          |         | 5.   | 2.    | 9.    |         |
| 2005                    |        | 1.          |         | 1.   |       |       | 1.      |
| 2006                    | 3.     | 1.          |         | 2.   | 1.    | 1.    | 3.      |
| 2007                    | 1.     | 3.          |         | 1.   | 1.    | 2.    | 3.      |
| 2008                    | 3.     | 1.          |         | 1.   |       | 2.    | 6.      |
| 2009                    | 1.     | 1.          |         | 1.   |       |       | 3.      |
| 2010                    |        |             |         |      |       | 4.    |         |
| 2011                    |        |             |         | 7.   |       | 3.    | 3.      |

| Gesamt-Weltcup | Gesamt-Weltcup |
| -------------- | -------------- |
| 2002           | 45.            |
| 2004           | 11.            |
| 2005           | 4.             |
| 2006           | 2.             |
| 2007           | 9.             |
| 2008           | 9.             |
| 2009           | 2.             |
| 2010           | 7.             |
| 2011           | 38.            |